# Parc archéologique de Poggibonsi
Le parc archéologique de Poggibonsi (ou parc archéologique et technologique de Poggio Imperiale) est un parc archéologique, avec reconstitution historique du haut Moyen Âge entre les IXe et Xe siècles apr. J.-C., situé dans la commune de Poggibonsi, dans la province de Sienne, en Toscane,.
Le parc est le seul musée en plein air d'Italie consacré au haut Moyen Âge. Le parc caractérise son système de communication culturelle basé sur l'archéologie expérimentale et le concept d'« histoire vécue » : une approche interactive entre les visiteurs et les découvertes archéologiques exposées. Entre 2015 et 2017, le parc a reçu divers prix et reconnaissances.

## Historique
Le parc archéologique et ses structures sont situés au sommet de la colline appelée Poggio Imperiale  qui surplombe la ville de Poggibonsi. La colline est entièrement entourée par les murailles de la forteresse de Poggio Imperiale, l'une des constructions défensives les plus importantes parmi celles commandées par Laurent de Médicis. Depuis la colline, qui a vu autrefois la construction de diverses maisons et citadelles fortifiées, sont visibles le château de Badia et le château de Strozzavolpe, ainsi que le couvent San Lucchese, dédié à la patronne de la ville. Plus loin, il est possible d'apercevoir les tours de la commune de San Gimignano, un centre touristique très important de la région.

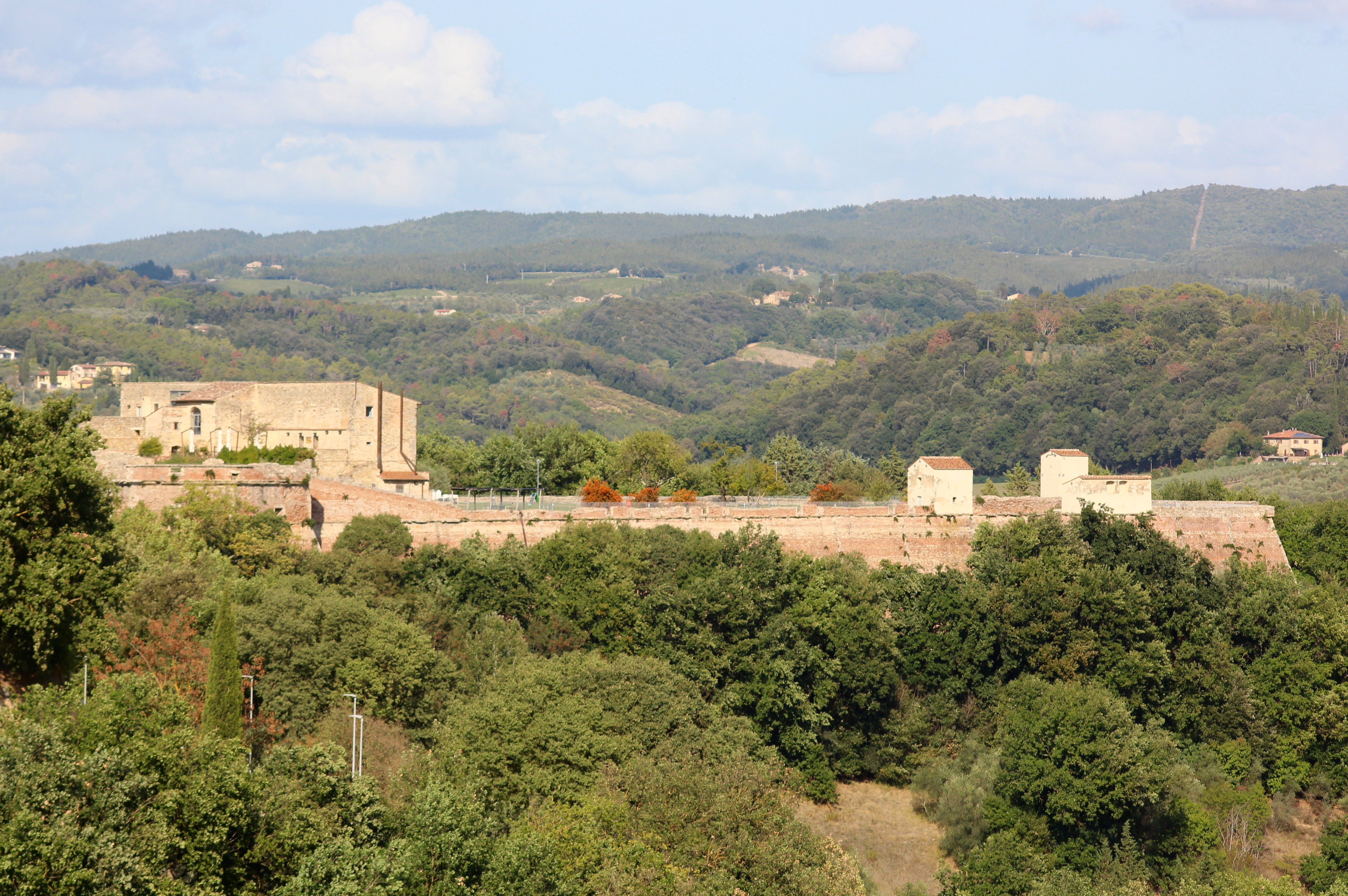
La forteresse de Poggio Imperiale.

Bien que l'archéodrome évoque par ses activités la période comprise entre les IXe et Xe siècles apr. J.-C., les structures révélées par les nombreuses fouilles archéologiques peuvent être placées dans une période beaucoup plus large : on va des structures les plus anciennes remontant aux Ve et VIe siècles, jusqu'à la forteresse de Poggio Imperiale, datée de 1472. Grâce à une collaboration entre la municipalité de Poggibonsi et l'université de Sienne, le parc a été inauguré en 2003, après environ dix ans de travaux. Les opérations archéologiques menées depuis 1993 ont mis au jour les vestiges de diverses structures d'habitation d'un village du début du Moyen Âge et de ses différentes phases d'évolution.
En 2014, la municipalité de Poggibonsi a commandé des travaux de rénovation sur toute la zone du parc archéologique : grâce à la construction de la promenade panoramique, le long des murailles de la forteresse, il est désormais possible de visiter tous les points du parc avec les nombreux panneaux explicatifs. Les visiteurs ont la possibilité de suivre cinq types d'itinéraires thématiques :
- Archéologique
- Historique-architectural
- Géologique-morphologique
- Naturaliste-environnemental
- Panoramique-monumental

### Services offerts

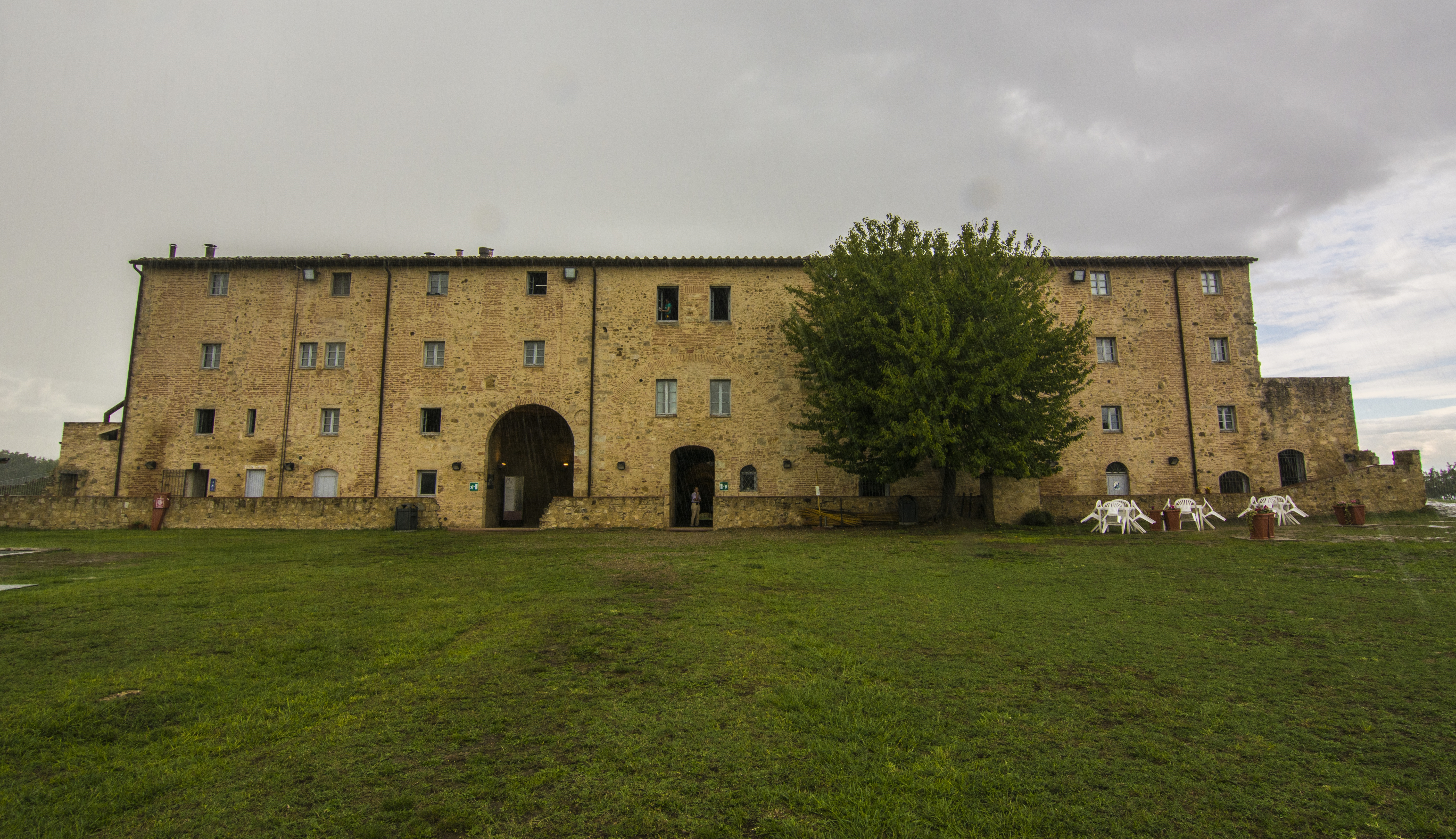
Le Cassero.

Le Cassero (bâtiment au-dessus de la forteresse de Poggio Imperiale) sert non seulement de collection de documents et de point de référence pour le « système de parcs », mais aussi de centre polyvalent avec salle de conférences, laboratoires archéologiques, laboratoires informatiques, logements pour invités, services de restauration et librairie. Le parc dispose des services éducatifs et culturels suivants, gérés et organisés par la société Archeòtipo srl - Servizi per i Beni Culturali, affiliée à l'université de Sienne : ateliers pédagogiques et camps solaires d'été : pour enfants, événements et soirées à thème médiéval, initiatives culturelles d'archéologie expérimentale et visites guidées du parc.

#### Archéothérapie
Le parc archéologique propose un service d'Art-thérapie spécial, destiné aux patients psychiatriques et aux personnes handicapées. Le contact avec l'histoire, l'archéologie et diverses activités artistiques connexes visent à stimuler le travail d'équipe et les capacités mentales des patients. Les soins proposés par le parc sont divisés en deux catégories, en fonction des besoins médicaux et psychologiques :
- Activités archéologiques : activités typiques de l'archéologue (restauration des trouvailles, recherches sur le terrain, activités de fouilles…)
- Activités d'archéologie expérimentale : reproduction en laboratoire des activités typiques de la société dans la période historique de référence.

### Prix et distinctions
- Prix national Riccardo Francovich, décerné par la Société des Archéologues Médiévaux Italiens (septembre 2015)[8] :

« [...] meilleure synthèse entre la rigueur des contenus scientifiques et l'efficacité de leur communication au public non spécialisé. »

- Prix Italia Medievale, décerné par l'Association culturelle Italia medievale (septembre 2016)[9]
- Prix Art Bonus, décerné par Ales SpA et LuBec - Lucca Cultural Heritage (février 2017)[10]

## Les fouilles archéologiques
Les fouilles archéologiques qui ont duré de 1993 à 2007, dirigées par le département d'archéologie médiévale de l'université de Sienne, ont contredit les sources documentaires primaires. Ceux-ci ne font référence au site de Poggio Imperiale qu'au XIIe siècle  (pour la première fois), alors que des fouilles ont montré que le site était habité même à une époque beaucoup plus ancienne.

### Les plus vieilles traces
Au sommet de la colline se trouve le plus ancien habitat du parc : un groupe de cinq maisons de forme rectangulaire datant du Ve au VIe siècle. Avec les différents ouvrages d'art (citerne, four à chaux, boucherie…), situé immédiatement à proximité des habitations, il est possible de voir les débuts d'une véritable « seigneurie ». Les maisons sont appelées « maisons en terre », car les murs des maisons étaient littéralement posés au sol, avec un soubassement en maçonnerie, sans véritables fondations. Le toit des bâtiments était plutôt en briques.

### Le village lombard

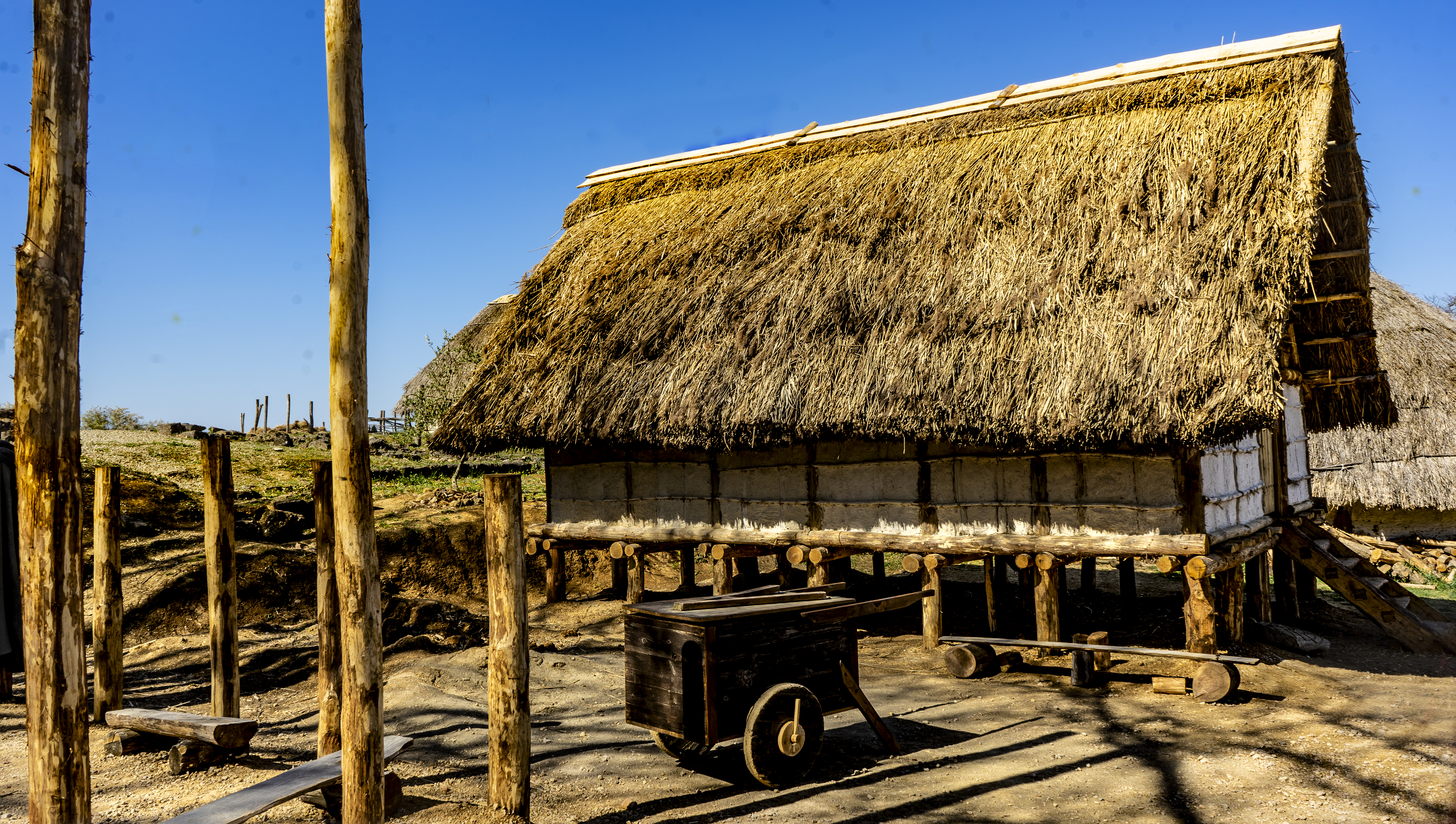
Un grenier reconstruit par l'archéodrome.

Le village lombard remonte à une période comprise entre la fin du VIe et le début du IXe siècle, et est la conséquence directe d'une modernisation du groupe des « maisons en terre ». Les anciennes maisons sont remplacées : des cabanes en bois au plan circulaire apparaissent, cette fois en sous-sol. Presque chaque logement était équipé d’un espace extérieur privatif, délimité par une clôture. Les dimensions approximatives allaient d'un minimum de 20 à un maximum de 50 m2.
Une particularité du village lombard est un changement dans l'architecture de la ville qui remonte au VIIIe siècle : le nombre de cabanes semble avoir augmenté et elles sont regroupées autour d'une cour d'honneur, conséquence probable de l'arrivée dans la ville d'un homme de rang social élevé. La principale source économique de l'époque était l'élevage ovin.

### Lacurtisde la période des Francs
À la fin de la période franque, environ au IXe siècle, le village subit une nouvelle transformation, définissant l'actuelle société aujourd'hui reconstruite à partir de l'archéodrome. L'ensemble du curtis révèle une activité économique plus complexe, avec un plus grand nombre de structures (des vestiges de divers greniers, poulaillers, forges, activités artisanales et fours ont été retrouvés), tous regroupés autour de la maison principale : la maison longue, résidence du seigneur du village. Le noyau résidentiel devient ainsi un probable centre d'affaires dans la zone de Valdelsa.

### Fondation duPodium Bonizi
De la fin de la période franque jusqu'à la première moitié du XIIe siècle, il est probable que le village fut abandonné. Plus tard, en 1155, Guido Guerra III Guidi des comtes Guidi construisit Podium Bonizi (Poggio Bonizio) avec l'alliance de Sienne, un grand château le long de la Via Francigena, où se développerait au fil du temps un noyau habité. En 1185, la ville devint une municipalité avec l'approbation de l'empereur Frédéric Barberousse, se dotant ainsi de son propre podestat et de ses consuls.
Par rapport au curtis du IXe siècle, qui se trouvait au même endroit, l'évolution architecturale est notable : des fouilles ont mis au jour de grands bâtiments en maçonnerie, des maisons à deux étages avec une cour intérieure, avec deux églises et leurs cimetières attenants ainsi qu'une place avec une citerne commune.

#### Augmentation et destruction de la population
À partir du XIIIe siècle, une augmentation notable de la population a été enregistrée sur la colline : les estimations atteignent environ 5 000 à 7 000 habitants. Les causes de cette augmentation sont à chercher dans le succès des activités économiques, le commerce à longue distance et l'augmentation des activités artisanales locales. La ville est agrandie et les maisons sont rénovées.
En 1270, la ville fut assiégée et complètement détruite par les milices florentines guelfes, soutenues par l'armée de Charles Ier d'Anjou, à la suite de la bataille de Colle dans la commune voisine de Colle di Val d'Elsa en 1269.

### Mons Imperialis

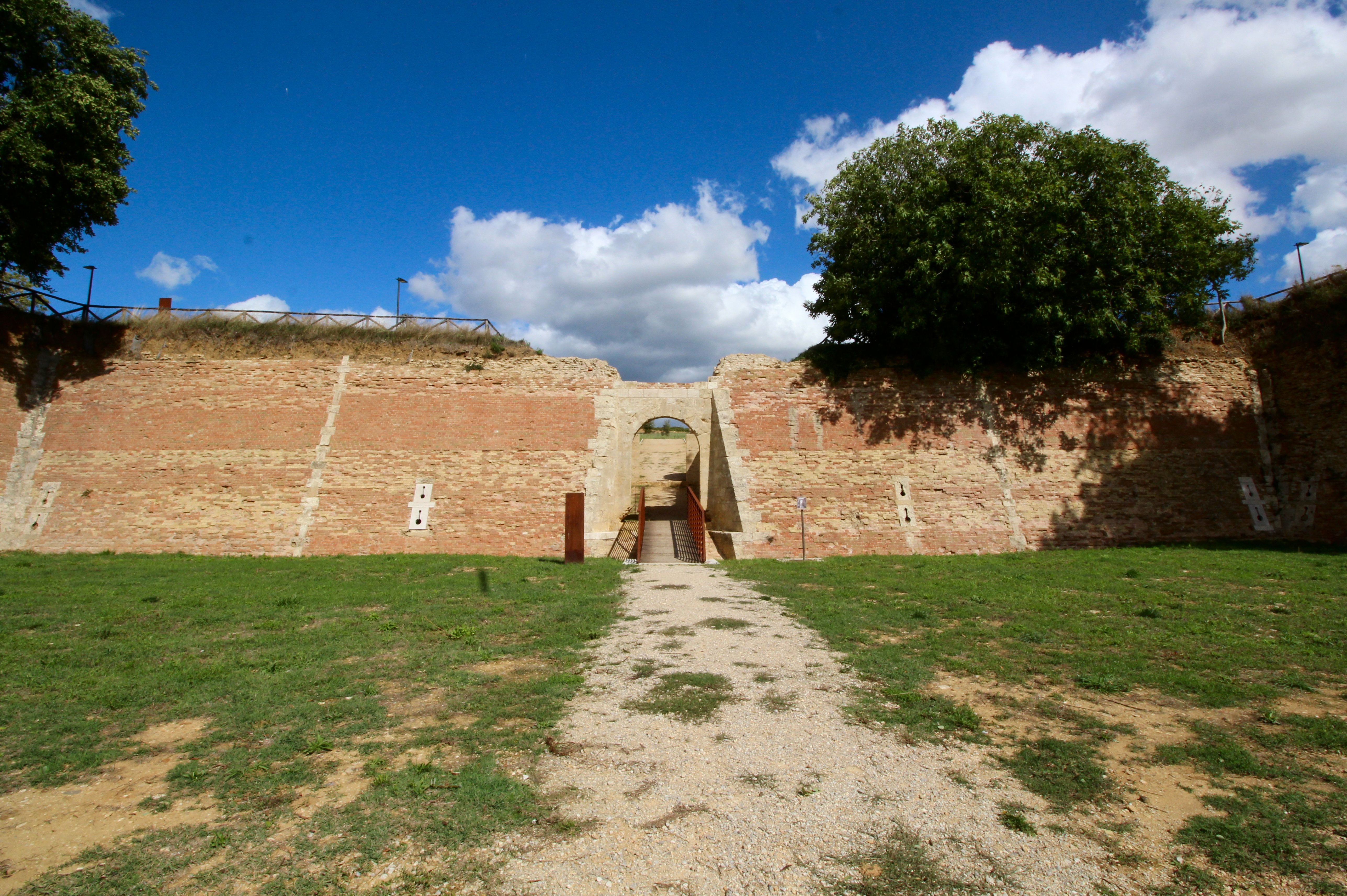
La forteresse de Poggio Imperiale.

Après la destruction de 1270, la colline resta inhabitée pendant plus de 40 ans, jusqu'au XIVe siècle. En 1313, Henri VII de Luxembourg entreprit la reconstruction de la ville, sous le nom de Mons Imperialis (aujourd'hui Poggio Imperiale). Cependant, la mort prématurée de l'empereur cinq mois plus tard et la nouvelle attaque des milices florentines entraînent l'interruption prématurée du projet de reconstruction. Simultanément aux événements de Podium Bonizi et de Mons Imperialis, Borgo di Marte (plus tard Borgo Marturi) commença à se former dans la vallée en contrebas, le premier noyau de l'actuelle commune de Poggibonsi.

#### Forteresse de Poggio Imperiale
À partir de 1472, Laurent le Magnifique fit construire une grande forteresse (forteresse de Poggio Imperiale), pour renforcer la frontière sud du territoire florentin. Le projet, dont était responsable l'architecte Giuliano da Sangallo, ne fut pas terminé en raison de la conquête du territoire de Sienne par Florence. La forteresse devient alors inutile.

## Le musée

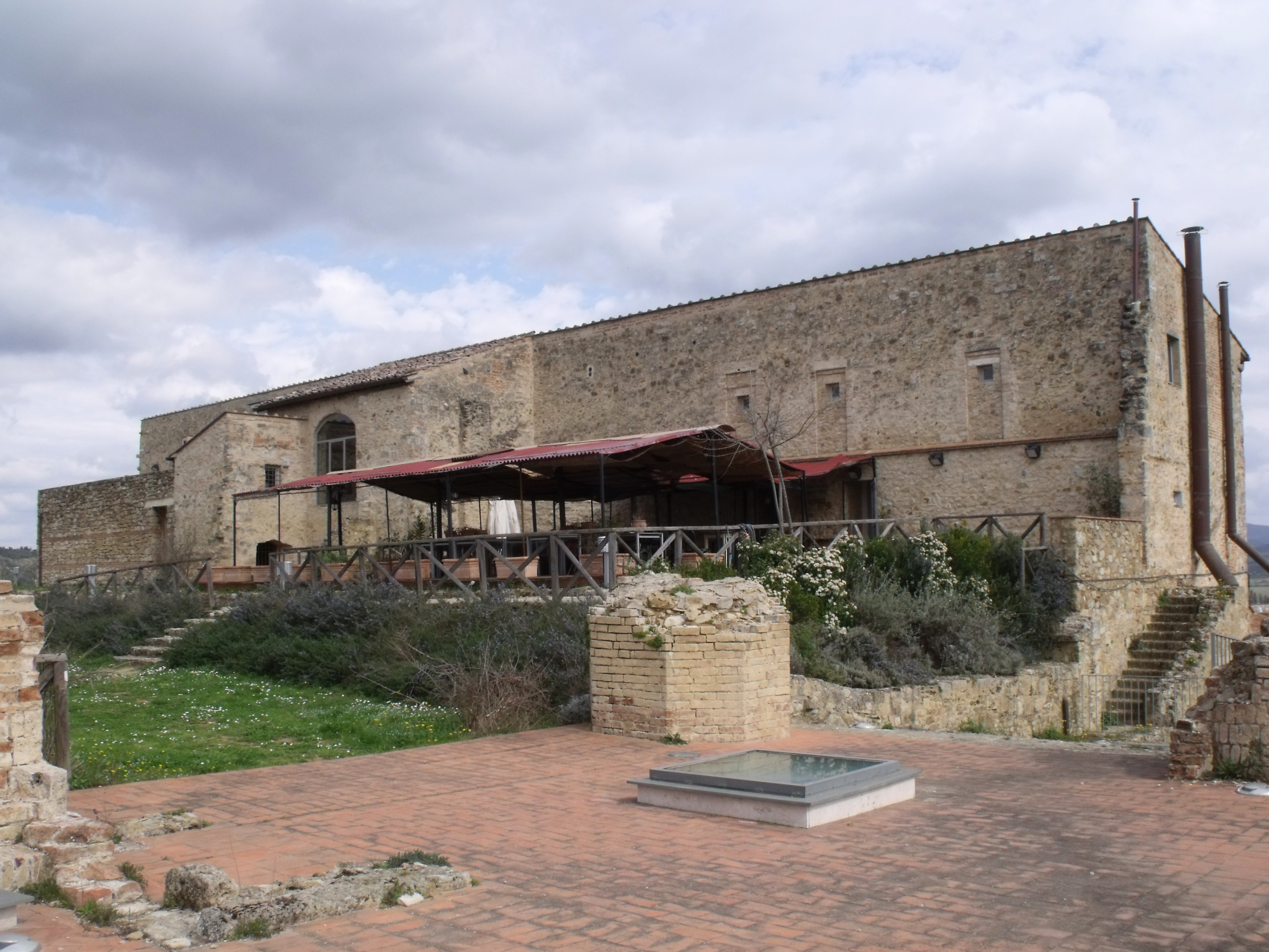
Le musée.

Le petit musée est situé à l'intérieur de la structure du Cassero, au-dessus de la forteresse. L'inauguration a eu lieu en 2003, coïncidant avec l'ouverture du parc archéologique ; en 2011, le musée a subi une réorganisation qui a réaménagé ses espaces d'exposition. À l'intérieur de la structure, vous trouverez diverses reconstitutions illustrées et photographies des fouilles, accompagnées de textes descriptifs. Il existe également de nombreuses maquettes reconstructives avec les parties les plus significatives des bâtiments découverts (meubles et outils artisanaux) et une sélection limitée de matériaux.
Le musée est organisé en 4 salles :
- Première salle : évolution du village médiéval (du Ve au Xe siècle
- Deuxième salle : histoire du château construit par Guido Guerra des comtes Guidi (de la fondation en 1155 à la destruction en 1270)
- Troisième salle : histoire de la construction de la forteresse Médicéenne et réoccupation des lieux par Henri VII en 1313
- Quatrième salle (salle polyvalente) : dédiée à l'archéologue Riccardo Francovich

## L'archéodrome et la reconstruction historique

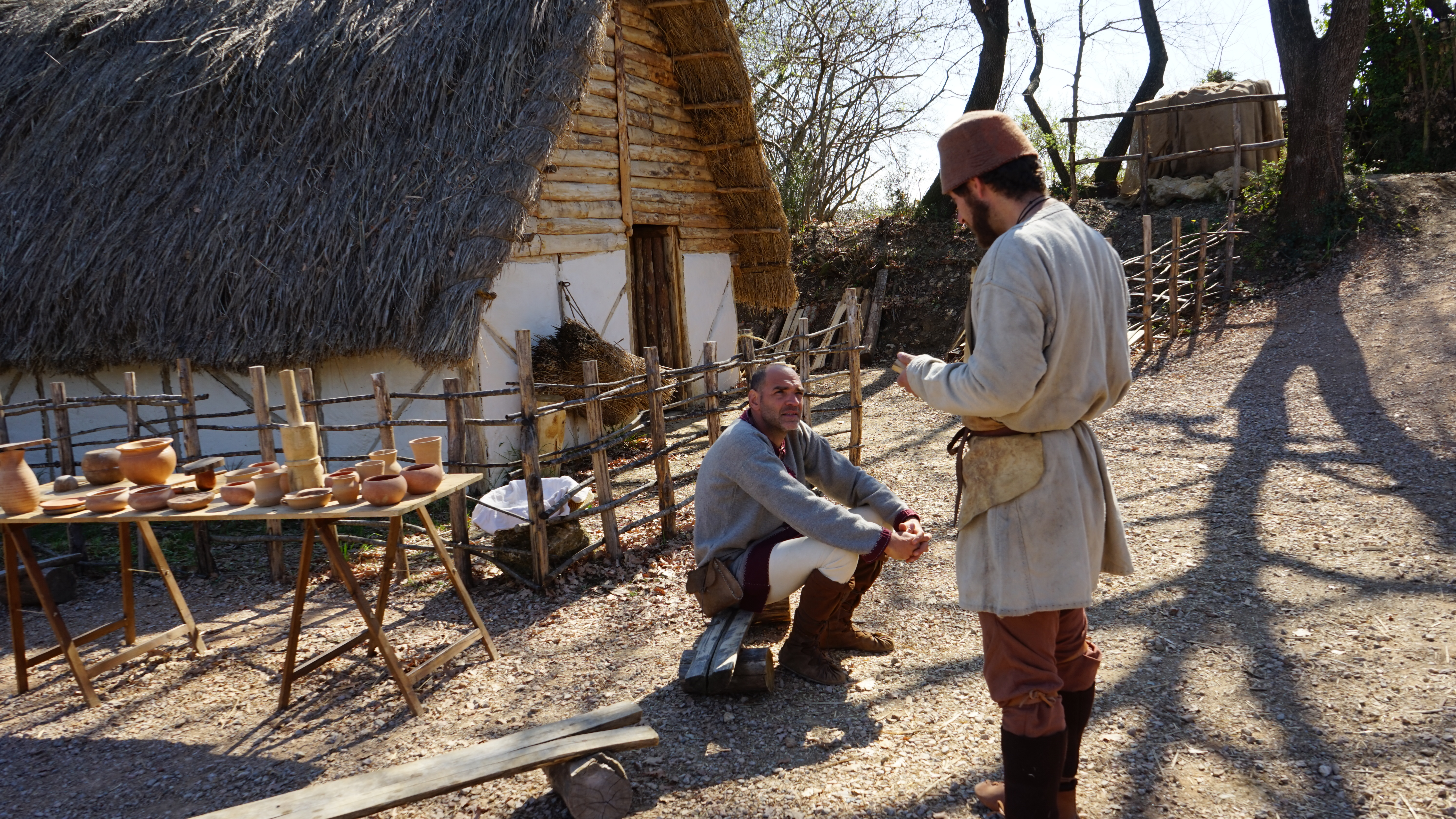
Reconstitution historique au parc archéologique de Poggibonsi

L'archéodrome du parc est né en 2014, avec la première phase d'un projet commun entre la commune de Poggibonsi et la fondation des musées siennois. Le projet a été financé par la société thermale Arcus et réalisé par l'enseignement d'archéologie chrétienne et médiévale du Département des sciences historiques et du patrimoine culturel de l'Université de Sienne.
L'archéodrome reproduit à l'échelle 1 la découverte la plus importante de tout le parc archéologique : le village d'époque franque. Outre les maisonnettes, la ferme seigneuriale datant du IXe siècle a été reproduite presque dans sa totalité. La structure de la reconstruction reprend celle du village d'origine, constitué d'un manoir (la maison longue) mesurant 17 × 8,5 mètres, au centre d'un ensemble de bâtiments plus petits, utilisés pour des activités artisanales et le stockage de denrées alimentaires (forge du forgeron, meule de foin, poulailler, four à pain…).
L'agrandissement du village est prévu, avec l'ajout d'autres reconstructions : boucherie, four à céramique, grenier, cabanes d'employés et autres structures annexes pour l'exploitation des terres agricoles. Le projet poursuit la reconstruction de 17 structures au total, toutes trouvées lors des fouilles.
Deux projets expérimentaux de diplôme en reconstruction sont actifs à l'archéodrome, gérés par deux étudiants de l'Université de Sienne :
- Orto di Gottfried (Jardin de Gottfried) : C'est un projet de Master axé sur la reconstitution expérimentale d'un potager du début du Moyen Âge. Plus précisément, le projet concerne la conception et la réalisation d'un potager du IXe siècle. Le projet, toujours actif, a débuté à l'été 2019 avec la construction des espaces potagers à proximité de la cabane C1 et de la maison longue[13]
- La birra di Thore (La bière de Thor) : C'est un projet de diplôme de trois ans axé sur la reconstruction expérimentale d'une zone de culture du houblon. Plus précisément, le projet traite de tous les processus de production de bière du début de la période médiévale avec fermentation spontanée.